# Philotrypesis cnephaea
Philotrypesis cnephaea är en stekelart som beskrevs av Wiebes 1981. Philotrypesis cnephaea ingår i släktet Philotrypesis och familjen fikonsteklar.
Artens utbredningsområde är Réunion. Inga underarter finns listade i Catalogue of Life.